# 醜雙棘矛吻海龍
醜雙棘矛吻海龍（学名：Doryrhamphus negrosensis malus），为輻鰭魚綱棘背魚目海龍科的其中一種，分布於西太平洋的澳洲昆士蘭海域，體長可達6.2公分，棲息在珊瑚礁區，卵胎生。